# Georgetown (Kalifornija)
Georgetown je naseljeno područje za statističke svrhe u američkoj saveznoj državi Kalifornija. Prema popisu stanovništva iz 2010. u njemu je živjelo 2.367 stanovnika.